# Gerd Truntschka
Gerhard Truntschka (ur. 10 września 1958 w Landshut) – niemiecki hokeista czechosłowackiego pochodzenia grający na pozycji napastnika (centra), reprezentant kraju, olimpijczyk, przedsiębiorca.
Jeden z najlepszych technicznie zawodników w historii niemieckiego hokeja na lodzie. Wraz z Dieterem Hegenem tworzył jeden z najlepszych duetów w historii niemieckiego hokeja na lodzie. Reprezentował barwy EV Landshut, Kölner EC (czetrokrotny mistrz Niemiec), Düsseldorfer EG (trzykrotny mistrz Niemiec) oraz Hedosu Monachium (mistrz Niemiec).
Z reprezentacją RFN/Niemiec 4-krotnie uczestniczył w zimowych igrzyskach olimpijskich (1980, 1984, 1988, 1992), 9-krotnie uczestniczył w mistrzostwach świata, Turnieju Izwiestii 1984 oraz w Canada Cup 1984.
Był także nagradzany indywidualnie: 2-krotny najlepszy punktujący Bundesligi, 5-krotny Hokeista Roku w Bundeslidze, wybrany do drużyny gwiazd mistrzostw świata, członek Galerii Sław Niemieckiego Hokeja na Lodzie. Jest rekordzistą Bundesligi pod względem liczby asyst (944 asysty).

## Kariera

### Wczesna kariera
Gerd Truntschka karierę sportową rozpoczął w 1970 roku w juniorach EV Landshut, po czym w 1975 roku przeszedł do profesjonalnej drużyny klubu, w której grał do końca sezonu 1978/1979. W 1978 roku zwrócił na siebie uwagę władz klubu północnoamerykańskiej ligi NHL, St. Louis Blues, którzy wybrali Truntschkę w drafcie NHL w 12. rundzie z numerem 200.

### Szczyt kariery
Następnie w latach 1979–1989 reprezentował barwy Kölner EC, z którym zdobył czterokrotnie mistrzostwo Niemiec (1984, 1986–1988), trzykrotnie zajął 3. miejsce w Bundeslidze (1982, 1985, 1989), a także był dwukrotnie najlepszym punktującym Bundesligi (1988 – 69 punktów, 1989 – 75 punktów) oraz trzykrotnie Hokeistą Roku w Bundeslidze (1984, 1987, 1988).
W 1986 roku do klubu przybył Dieter Hegen, z którym Truntschka tworzył jeden z najlepszych duetów w historii niemieckiego hokeja na lodzie (zwykle Truntschka asystował, a Hegen z asyst zdobywał gole). W 1989 roku obaj zawodnicy przenieśli się do Düsseldorfer EG, w którym grał również młodszy brat Truntschki, Bernd, z którym obaj zawodnicy tworzyli jedną z najlepszych linii w rozgrywkach Bundesligi, w których klub triumfował trzykrotnie z rzędu (1990–1992), ponadto Truntschka dwukrotnie został wybrany Hokeistą Roku w Bundeslidze (1990, 1991). W latach 1990–1992 był kapitanem drużyny Czerwono-Żółtych.

### Ostatnie lata
Po sezonie 1991/1992 wraz z Dieterem Hegenem przeniósł się do Hedosu Monachium w którym został kapitanem, a po zdobyciu mistrzostwa Niemiec w sezonie 1993/1994 po wygranej rywalizacji w finale 3:0 z Düsseldorfer EG zakończył karierę sportową i wycofał się z hokeja na lodzie oraz z życia publicznego, z wyjątkiem okazjonalnych meczów tradycyjnej drużyny EV Landshut.
Łącznie w Bundeslidze rozegrał 858 meczów, w których zdobył 1421 punktów (477 goli, 944 asysty) oraz spędził 1003 minuty na ławce kar.

## Kariera reprezentacyjna
Gerd Truntschka z reprezentacją RFN U-19 wystąpił na mistrzostwach Europy juniorów 1976 w Czechosłowacji, na których w 4 meczach zdobył 9 punktów (2 gole, 7 asyst) oraz spędził 6 minut na ławce kar, a drużyna Noszących Orłów zajęła przedostatnie, 5. miejsce, z reprezentacją RFN U-20 dwukrotnie w mistrzostwach świata (1977, 1978), na których w 13 meczach zdobył 19 punktów (11 goli, 8 asyst) oraz spędził 20 minut na ławce kar.
Natomiast w reprezentacji RFN, w której był wieloletnim kapitanem, w latach 1977–1993 rozegrał 216 meczów, w których zdobył 160 punktów (52 gole, 108 asyst) oraz spędził 211 minut na ławce kar. Czterokrotnie uczestniczył na zimowych igrzyskach olimpijskich (1980, 1984, 1988, 1992), 9-krotnie uczestniczył w mistrzostwach świata (1979, 1982, 1983, 1986, 1987 – drużyna gwiazd turnieju, 1989, 1990, 1992, 1993), a także w Turnieju Izwiestii 1984 (5. miejsce) i Canada Cup 1984 w Kanadzie i w Stanach Zjednoczonych (6. miejsce).

## Statystyki

### Klubowe
| 1975/1976 | EV Landshut     | BL        | 23  | 12  | 6   | 18   | 8   |     |    |     |     |     |
| 1976/1977 | EV Landshut     | BL        | 46  | 33  | 25  | 58   | 36  |     |    |     |     |     |
| 1977/1978 | EV Landshut     | BL        | 35  | 19  | 13  | 32   | 34  |     |    |     |     |     |
| 1978/1979 | EV Landshut     | BL        | 49  | 52  | 54  | 106  | 49  |     |    |     |     |     |
| 1979/1980 | Kölner EC       | BL        | 44  | 38  | 45  | 83   | 84  |     |    |     |     |     |
| 1980/1981 | Kölner EC       | BL        | 43  | 20  | 53  | 73   | 56  | 71  | 6  | 6   | 12  | 29  |
| 1981/1982 | Kölner EC       | BL        | 44  | 40  | 59  | 99   | 59  | 8   | 6  | 10  | 16  | 4   |
| 1982/1983 | Kölner EC       | BL        | 30  | 17  | 40  | 57   | 18  | 9   | 2  | 10  | 12  | 20  |
| 1983/1984 | Kölner EC       | BL        | 42  | 22  | 57  | 79   | 61  | 8   | 4  | 4   | 8   | 14  |
| 1984/1985 | Kölner EC       | BL        | 36  | 22  | 35  | 57   | 37  | 9   | 6  | 8   | 14  | 18  |
| 1985/1986 | Kölner EC       | BL        | 35  | 14  | 54  | 68   | 24  | 10  | 2  | 15  | 17  | 12  |
| 1986/1987 | Kölner EC       | BL        | 36  | 9   | 37  | 46   | 46  | 9   | 7  | 12  | 19  | 10  |
| 1987/1988 | Kölner EC       | BL        | 35  | 21  | 48  | 69   | 18  | 11  | 5  | 6   | 11  | 27  |
| 1988/1989 | Kölner EC       | BL        | 34  | 25  | 50  | 75   | 36  | 9   | 4  | 8   | 12  | 16  |
| 1989/1990 | Düsseldorfer EG | BL        | 36  | 9   | 40  | 49   | 60  | 11  | 10 | 23  | 33  | 14  |
| 1990/1991 | Düsseldorfer EG | BL        | 44  | 19  | 63  | 82   | 40  | 11  | 4  | 11  | 15  | 12  |
| 1991/1992 | Düsseldorfer EG | BL        | 43  | 18  | 67  | 85   | 53  | 3   | 2  | 3   | 5   | 4   |
| 1992/1993 | Hedos Monachium | BL        | 44  | 13  | 36  | 49   | 44  | 4   | 0  | 3   | 3   | 1   |
| 1993/1994 | Hedos Monachium | BL        | 40  | 11  | 33  | 44   | 49  | 10  | 6  | 10  | 16  | 10  |
| BL Ogółem | BL Ogółem       | BL Ogółem | 739 | 413 | 815 | 1228 | 812 | 119 | 64 | 129 | 193 | 191 |

### Reprezentacyjne
| Rok                | Drużyna            | Turniej            | Miejsce            |     | M  | G  | A  | Pkt | Min |
| ------------------ | ------------------ | ------------------ | ------------------ | --- | -- | -- | -- | --- | --- |
| 1976               | RFN U-19           | MEJ                | 5                  | 4   | 2  | 7  | 9  | 6   |     |
| 1977               | RFN U-20           | MŚJ                | 6                  | 7   | 4  | 5  | 9  | 8   |     |
| 1978               | RFN U-20           | MŚJ                | 7                  | 6   | 7  | 3  | 10 | 12  |     |
| 1979               | RFN                | MŚ                 | 6                  | 8   | 2  | 2  | 4  | 6   |     |
| 1980               | RFN                | IO                 | 10                 | 5   | 3  | 3  | 6  | 9   |     |
| 1982               | RFN                | MŚ                 | 6                  | 7   | 2  | 3  | 5  | 8   |     |
| 1983               | RFN                | MŚ                 | 5                  | 10  | 2  | 4  | 6  | 6   |     |
| 1984               | RFN                | IO                 | 5                  | 6   | 1  | 1  | 2  | 8   |     |
| 1984               | RFN                | CC                 | 6                  | 5   | 1  | 2  | 3  | 4   |     |
| 1984               | RFN                | TI                 | 5                  | 3   | 0  | 2  | 2  | 2   |     |
| 1986               | RFN                | MŚ                 | 7                  | 10  | 4  | 6  | 10 | 14  |     |
| 1987               | RFN                | MŚ                 | 6                  | 10  | 3  | 8  | 11 | 13  |     |
| 1988               | RFN                | IO                 | 5                  | 8   | 3  | 7  | 10 | 10  |     |
| 1989               | RFN                | MŚ                 | 7                  | 10  | 3  | 3  | 6  | 14  |     |
| 1990               | RFN                | MŚ                 | 7                  | 10  | 4  | 6  | 10 | 15  |     |
| 1992               | Niemcy             | IO                 | 6                  | 7   | 2  | 5  | 7  | 6   |     |
| 1992               | Niemcy             | MŚ                 | 6                  | 7   | 0  | 6  | 6  | 4   |     |
| 1993               | Niemcy             | MŚ                 | 5                  | 6   | 1  | 3  | 4  | 6   |     |
| Ogółem jako junior | Ogółem jako junior | Ogółem jako junior | Ogółem jako junior | 17  | 13 | 15 | 28 | 26  |     |
| Ogółem jako senior | Ogółem jako senior | Ogółem jako senior | Ogółem jako senior | 112 | 31 | 61 | 92 | 125 |     |

## Sukcesy

### Zawodnicze
Kölner EC
- Mistrzostwo Niemiec: 1984, 1986, 1987, 1988
- 3. miejsce w Bundeslidze: 1982, 1985, 1989

Düsseldorfer EG
- Mistrzostwo Niemiec: 1990, 1991, 1992

Hedos Monachium
- Mistrzostwo Niemiec: 1994

### Indywidualne
- Najlepszy punktujący Bundesligi: 1988, 1989
- Hokeista Roku w Bundeslidze: 1984, 1987, 1988, 1990, 1991
- Drużyna gwiazd mistrzostw świata: 1987
- Członek Galerii Sław Niemieckiego Hokeja na Lodzie

## Przedsiębiorca
Gerd Truntschka już w latach 80. zajmował się ukierunkowanym odżywianiem i jego wpływem na wydajność, układ odpornościowy (choroba oznacza brak treningu) i koncentrację. Po zakończeniu kariery sportowej w 1994 roku wraz z dietetykami opracował koncentrat substancji witalnych z około 70 środków spożywczych na bazie owoców, warzyw i ziół oraz olejów roślinnych jako uzupełnienie diety. W 1999 roku założył firmę LaVita zajmującą się produkcją i sprzedażą produktu o tej samej nazwie i od tego czasu wraz z żoną prowadzi rodzinny biznes z siedzibą w Kumhausen w Dolnej Bawarii.
Eksperci twierdzą, że przyjmowanie LaVita, podobnie jak innych suplementów diety, jest zwykle niepotrzebne przy zbilansowanej diecie, która obejmuje również owoce i warzywa, a suplementy diety zaleca się tylko w niektórych przypadkach. Stężenie witamin i składników mineralnych zawartych w LaVita jest w niektórych przypadkach znacznie powyżej europejskich i amerykańskich wartości referencyjnych dziennego spożycia substancji witalnych.

## Życie prywatne
Gerd Truntschka pochodzi z rodziny z tradycjami hokejowymi. Jego ojciec Jaroslav (2018–2013) przybył do RFN z Czechosłowacji w latach 50., potem był zawodnikiem, następnie trenerem EV Landshut. hokeistami są również brat Bernd (ur. 1965) oraz siostrzeniec, Nico Krämmer (ur. 1992).